# Pachnoda sinuata
Pachnoda sinuata är en skalbaggsart som beskrevs av Fabricius 1775. Pachnoda sinuata ingår i släktet Pachnoda och familjen Cetoniidae.

## Underarter
Arten delas in i följande underarter:
- P. s. nicolae
- P. s. machadoi
- P. s. flaviventris
- P. s. calceata

## Bildgalleri

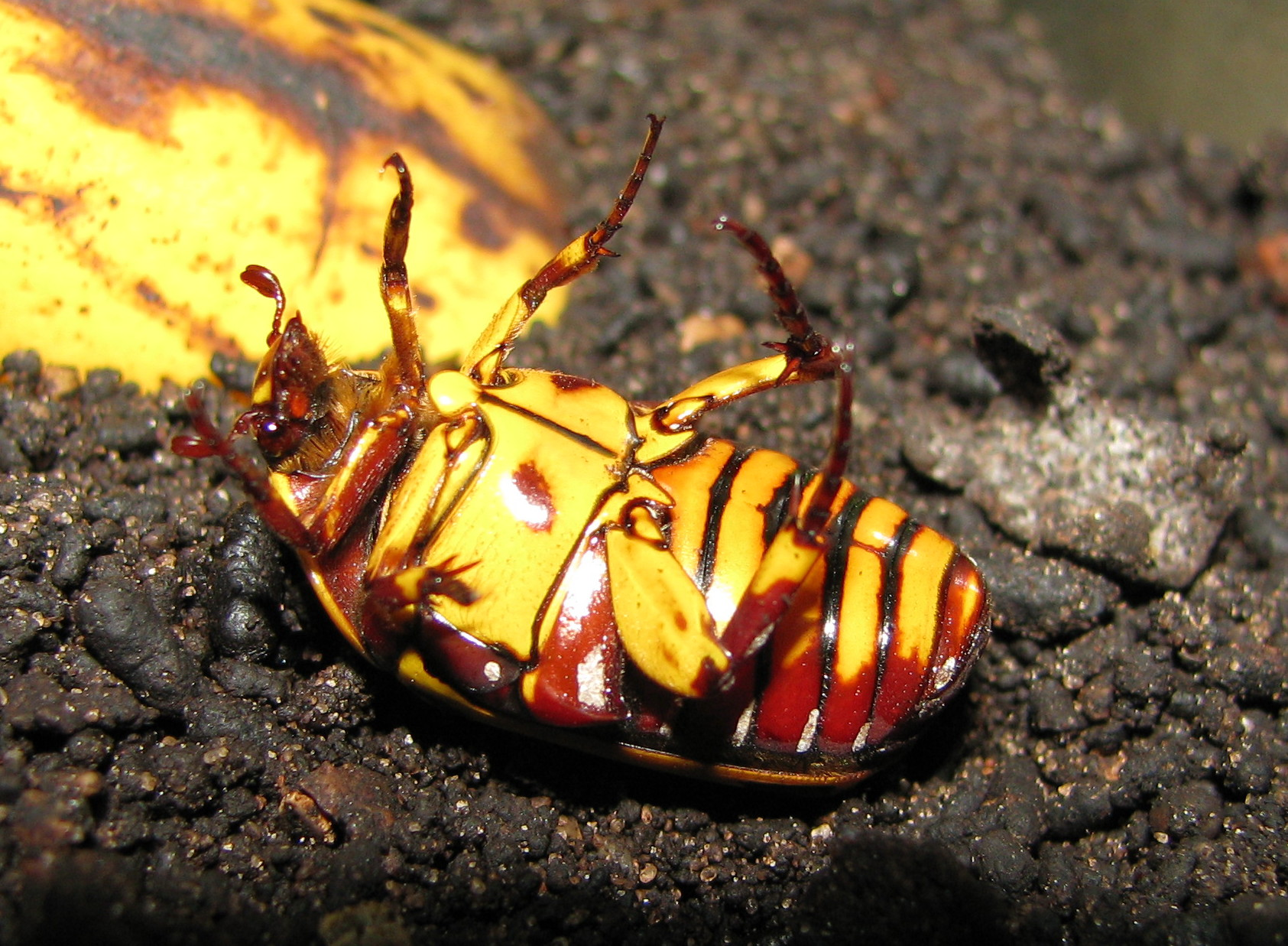
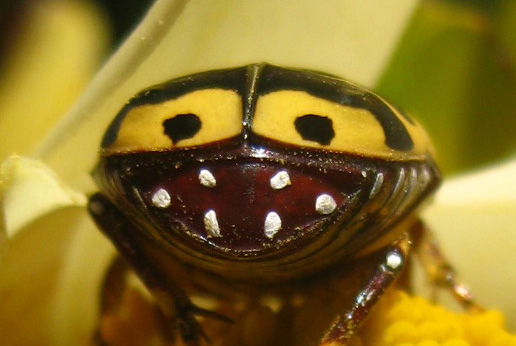
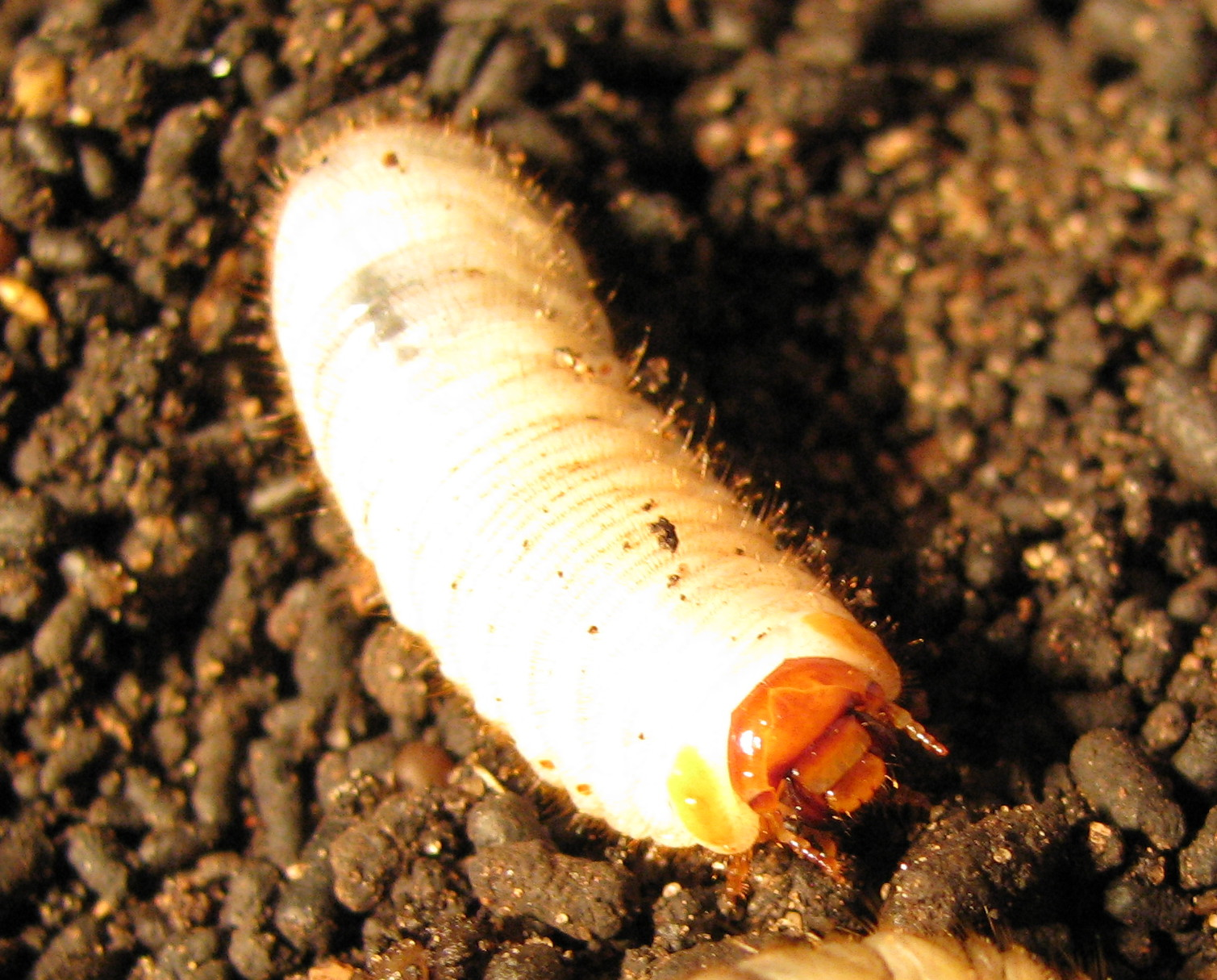